# Littenhof

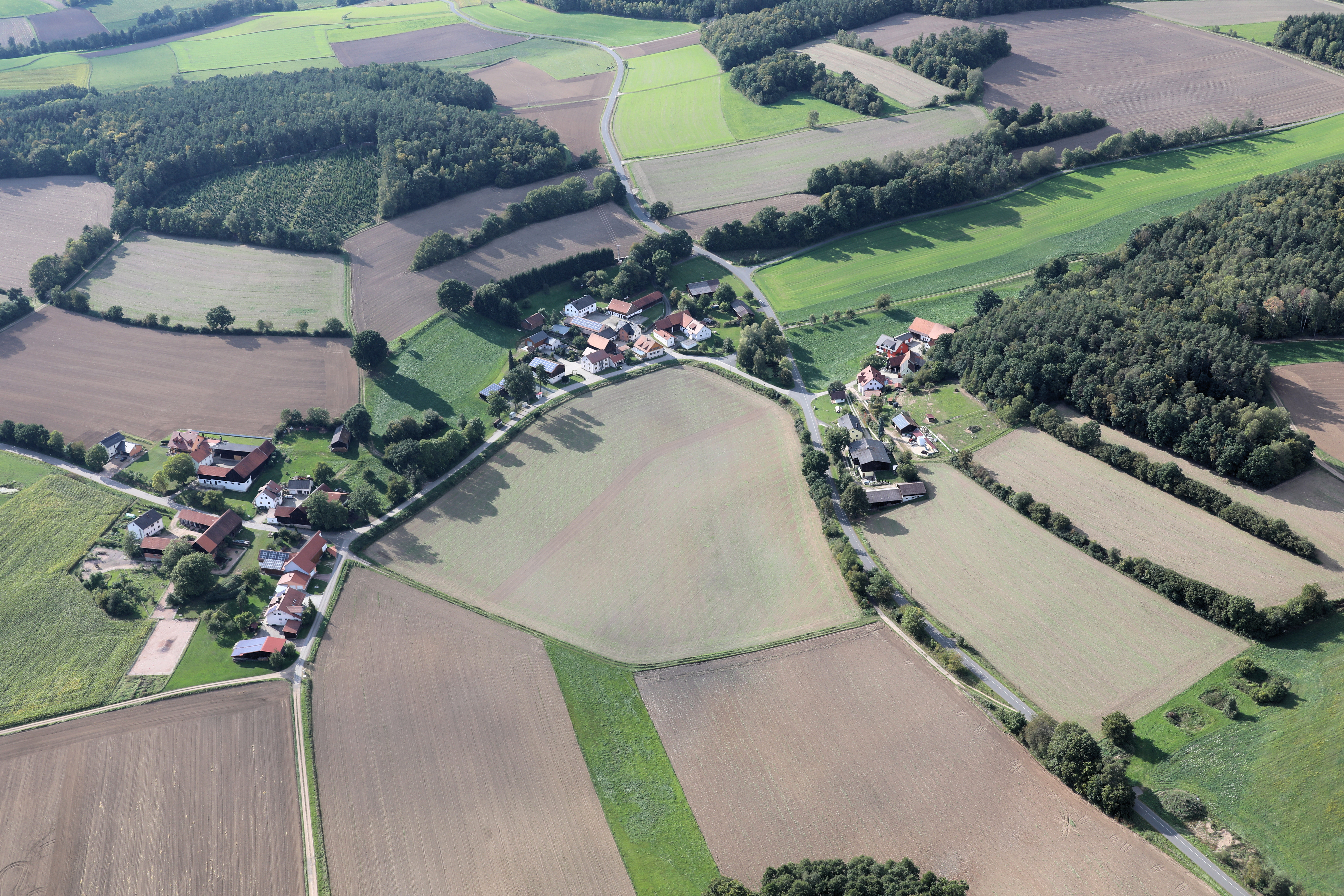
Littenhof (2023)

Littenhof ist ein Gemeindeteil der Gemeinde Schmidgaden im Landkreis Schwandorf (Oberpfalz, Bayern).

## Geschichte
Littenhof wurde erstmals 1271 als eine Besitzung des Grafen Schloßberg erwähnt.
Bis zur Gebietsreform gehörte Littenhof zur Gemeinde Rottendorf.
In den 1990er Jahren wurde Littenhof an die zentrale Wasserversorgung der Brudersdorfer Gruppe in Rottendorf angeschlossen.

## Kapelle
Im Jahr 1979 wurde eine Kapelle neu errichtet und am 13. Mai 1979 durch Pfarrer Alois Graßer im Auftrag von Bischof Rudolf Graber eingeweiht. Sie ist der Mutter Gottes geweiht. Eine große Statue Marias mit dem Jesusknaben auf dem Arm bildet den Mittelpunkt des Innenraums. Die Malereien zeigen den Pfarrort Rottendorf und seine ländliche Umgebung und stammen von Karl Denk aus Schwarzenfeld. Die Glocke wurde von der Glockengießerei Rudolf Perner in Passau gegossen und erklingt im Schlagton a". Sie ist den heiligen Schutzengeln geweiht.
Die Kirchengemeinde von Littenhof gehört zur Pfarrei Rottendorf.